# Girton College (Cambridge)
Girton College, Cambridge – jedno z kolegiów University of Cambridge, założone w 1869 roku przez Emily Davies, Barbarę Bodichon i Lady Stanley of Alderley, pierwsza brytyjska szkoła wyższa dla kobiet (od roku 1978 – koedukacyjna), w 2013 roku ucząca 531 studentów studiów licencjackich i 146 – studiów magisterskich i zajmująca w rankingu Tompkinsa z roku 2013 pozycję 21 (na 29).

## Historia

### Barbara Bodichon i Emily Davies

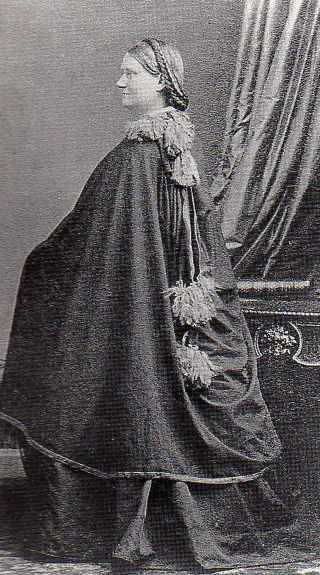
Barbara Bodichon (1827–1891)

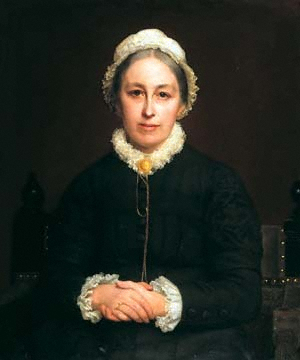
Emily Davies (1830–1921)

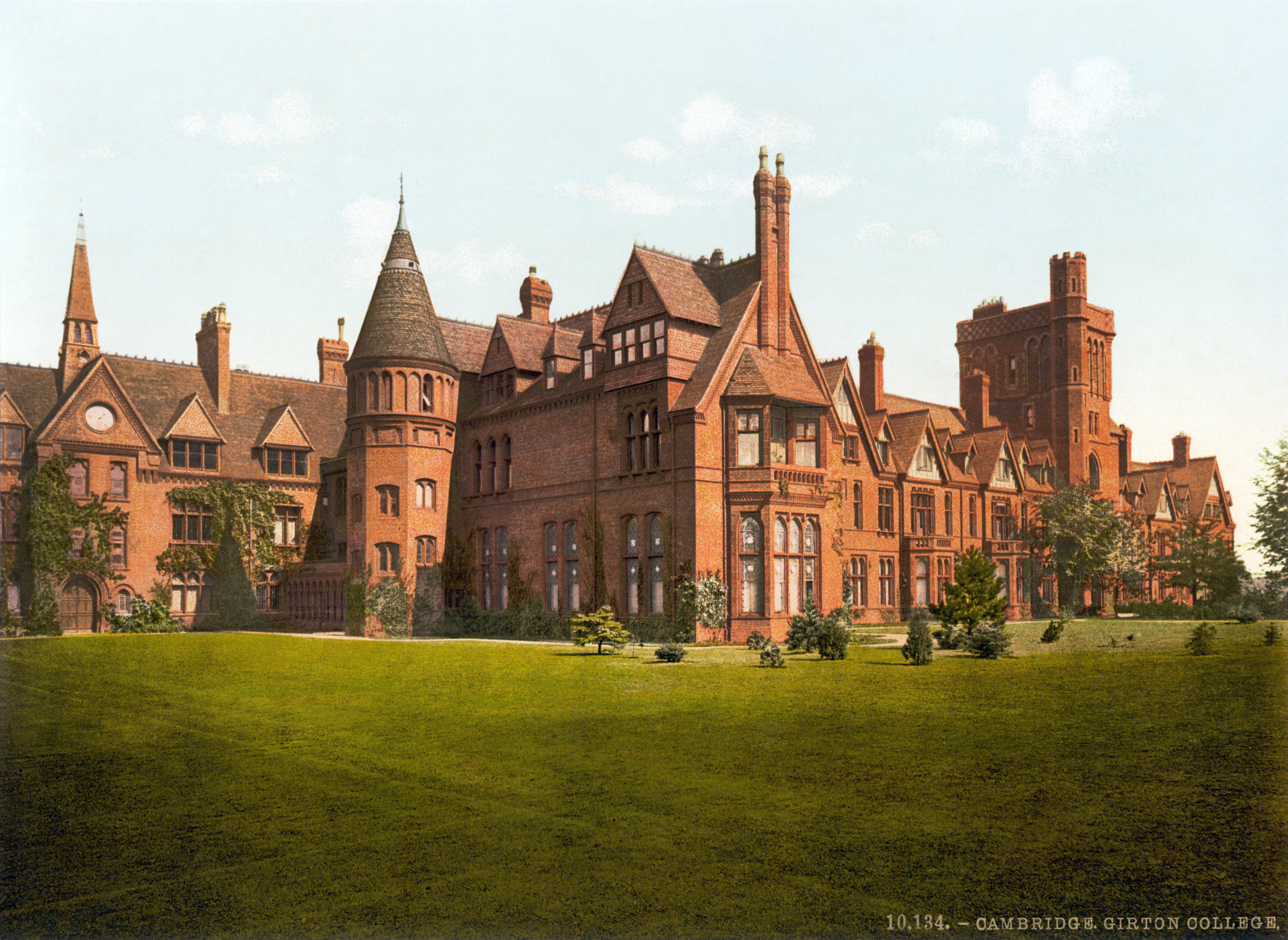
Girton College, Cambridge

Starania o dostęp angielskich kobiet do wykształcenia na poziomie wyższym i do zdobywania tytułów naukowych (zob. np. bachelor's degree, bakalaureat, MA, MSc, Ph.D.) podejmowały w połowie XIX w. m.in. sufrażystki Barbara Bodichon i Emily Davies. Z pomocą Lady Stanley of Alderley (1807–1895) zgromadziły niezbędne fundusze i założyły w Benslow (dwie mile od Cambridge) pierwszą brytyjską uczelnię dla kobiet (z zakwaterowaniem studentek).
Za datę założenia uczelni uważa się rok 1869 (rok otwarcia Benslow House). Została ona w roku 1873 przeniesiona z Benslow (Hertfordshire) do Cambridge (Girton, Cambridgeshire) i nazwana Girton College.

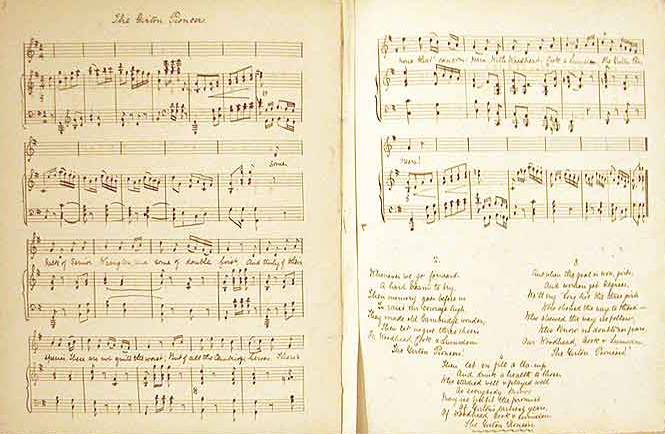
„The Girton Pioneers” melodia i tekst pieśni napisanej w roku 1871 dla uhonorowania trzech pierwszych absolwentek Benslow House)

W pierwszych latach działalności Benslow House pojawiła się różnica zdań między Emily Davies i Barbarą Bodichon, która proponowała nadanie uczelni bardziej liberalnego charakteru. Obie założycielki uczelni miały też różne zdania na temat programu nauczania. Emily Davies uważała, że należy utrzymywać dyscyplinę, koncentrować się na nauce tradycyjnych przedmiotów, analogicznie jak w szkołach męskich, oraz utrzymywać związek z Kościołem Anglii. Kierowała Girton College w latach 1873–1875 (jako czwarta Mistress of Girton), a następnie przez ponad 30 lat była jego sekretarzem.
Absolwentki Girton College przez wiele lat nie miały takich samych praw jak absolwenci szkół wyższych dla mężczyzn. Dopiero w roku 1948 w University of Cambridge zrezygnowano z tradycyjnego ustroju patriarchalnego – kobietom-wykładowcom Girton przyznano wszystkie prawa członków Uniwersytetu i Girton College stał się pełnoprawnym kolegium uniwersyteckim.

### Mistresses of Girtonw latach 1949–2009

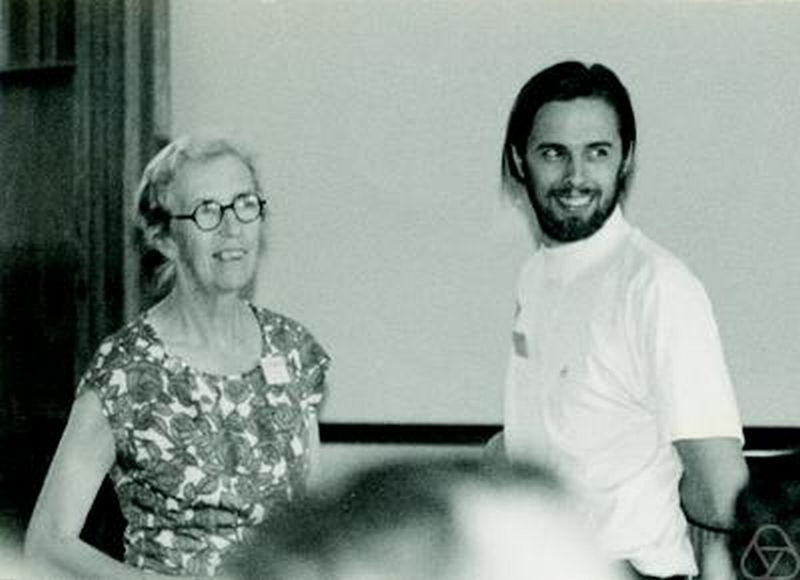
Mary Cartwright i Charles Pugh z University of California (1970)

Po II wojnie światowej największy wkład w rozwój Girton wniosła Dame Mary Cartwright, matematyczka zajmująca się m.in. funkcjami zespolonymi i równaniami różniczkowymi. Kierowała Girton College przez niemal 20 lat (1949–1968), w pierwszych latach po przyznaniu kobietom prawa do pełnego członkostwa University of Cambridge (1948).
Kolejnymi Mistress of Girton były:
- 1968–1976 – Muriel Bradbrook – literaturoznawca, specjalistka w dziedzinie dzieł Williama Szekspira, pierwsza kobieta, która otrzymała tytuł professor of English Uniwersytetu w Cambridge (1965), autorka historii Girton (That Infidel Place[10]),
- 1976–1983 – Brenda Ryman – wcześniej kierownik katedry biochemii w Charing Cross Hospital Medical School, badaczka m.in. terapeutycznych zastosowań liposomów, która doprowadziła do przekształcenia Girton w uczelnię koedukacyjną,
- 1984–1991 – Mary Warnock – znany etyk, zajmująca się m.in. kontrowersyjnymi problemami zapłodnień in vitro i eutanazji,
- 1992–1998 – Juliet Campbell – wcześniej pracująca w dyplomacji, która w czasie swojej kadencji zapewniła finansowe bezpieczeństwo Girton; została wybrana do University Council oraz komitetu organizującego 50. rocznicę przyznania kobietom prawa do pełnego członkostwa w uniwersytecie,
- 1998–2009 – Marilyn Strathern – antropolog, autorka wielu popularnych prac naukowych, głównie na temat koncepcji osobowości w różnych społeczeństwach i epokach (cech umożliwiających rozpoznanie człowieka jako osoby, zob. też osobowość społeczna), w tym słynnej książki The Gender of the Gift: Problems with Women and Problems with Society in Melanesia[11] (zob. gender studies), jedna z pionierów badań dotyczących idei małżeństwa i rodziny oraz roli państwa w różnych kulturach[9][12].

## Współczesny Girton College

### Mistress2009–
Od roku 2009 Mistress of Girton jest Susan J. Smith (ur. 1956), honorowy profesor geografii w Cambridge University, wcześniej kierownik katedry geografii w Uniwersytecie Edynburskim i profesor geografii w Durham University. Prowadzi badania dotyczące m.in. segregacji mieszkaniowej, w tym problemów zdrowia i przestępczości. Jeden z ostatnich projektów badawczych – pt. The edges of homeownership – był finansowany przez Australian Housing and Urban Research Institute (AHURI).

### Kursy
Kolegium oferuje następujące kierunki studiów (dodatkowe są dostępne na studiach podyplomowych):

- Anglo-Saxon, Norse & Celtic[14],
- Archaeology & Anthropology[15],
- Architecture[16],
- Asian and Middle Eastern Studies[17],
- Biological Anthropology[18],
- Chemical Engineering[19],
- Classics[20],
- Computer Science[21],
- Economics[22],
- Engineering[23],
- English[24],
- Geography[25],
- History[26],
- Human, Social & Political Sciences[27],
- Land Economy[28],
- Law[29],
- Linguistics[30],
- Management Studies[31],
- Mathematics[32],
- Medicine[33],
- Modern & Medieval Languages[34],
- Music[35],
- Natural Sciences (Physical & Biological)[36],
- Philosophy[37],
- Psychological & Behavioural Sciences[38],
- Politics Psychology & Sociology[39],
- Politics, International Relations & Sociology[40],
- Social Anthropology[41],
- Theology & Religious Studies[42],
- Veterinary Medicine[43].

### Życie studenckie

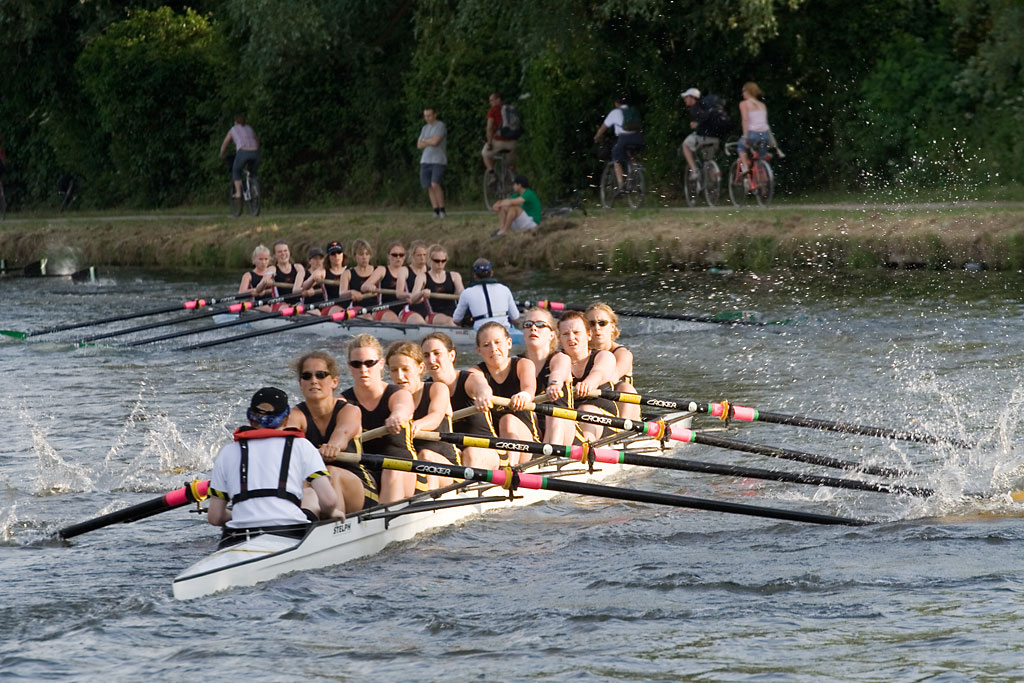

Studenci Girton korzystają z dużej uczelnianej biblioteki (100 tys. książek). Mają do dyspozycji kaplicę, wybudowaną zgodnie z wolą Emily Davies, w której są organizowane m.in. występy akademickiego chóru. Mają możliwość rekreacji na 50 akrach ogrodów i innych terenów, ze 100-letnim sadem, graniczących z lipowym lasem. W tej przestrzeni są organizowane wydarzenia sportowe i artystyczne, konferencje i garden party.
Studenci czynnie uprawiają m.in. wioślarstwo, kolarstwo, pływanie. Dysponują m.in. dużym krytym basenem z podgrzewaną wodą, siłownią, pełnowymiarowymi boiskami do piłki nożnej, rugby, krykieta, koszykówki, siatkówki i tenisa.

## Nagrody i wyróżnienia
W Girton są przyznawane:

- Travel Awards
- Instrument Awards
- Organ Scholarship
- Choral Scholarship
- Choral Exhibitions
- Science Communication Prize
- Jane Martin Poetry Prize
- Humanities Communication Prize
- School's Writing Competition

W roku 2013 Mountford Humanities and Arts Communications Prize otrzymał Aleksander Musialam za prezentację znalezionej w uczelnianej bibliotece polskiej książki pt. 24 Obrazki z Dziejów Polski, wydanej w roku 1918 we Lwowie.

## Słynni alumni
Absolwentkami Girton College są m.in.:

- Brenda Hale, Baroness Hale of Richmond,
- Dame Rosalyn Higgins,
- Wendy Holden,
- Arianna Huffington,
- Małgorzata II,
- Anna Maxted,
- Sarojini Naidu,
- Philippa Pearce,
- Joan Robinson,
- Diana Ross,
- Princess Takamado of Japan;
- Angela Tilby,
- Sandi Toksvig.